# Transtorno dissociativo de identidade
A perturbação de identidade dissociativa (PID), anteriormente denominada perturbação de personalidade múltipla é uma perturbação mental caracterizada por pelo menos dois estados de personalidade distintos. Na maioria dos casos verifica-se amnésia dissociativa: incapacidade de recordar eventos diários, informações pessoais importantes ou eventos traumáticos de uma forma que não pode ser explicada pelo esquecimento normal. Os diferentes estados de personalidade revelam-se de forma alternada no comportamento da pessoa, embora a sua apresentação possa variar. Em muitos casos, a condição está associada a outras perturbações, como a perturbação de personalidade limítrofe, perturbação de stress pós-traumático, depressão, perturbação por abuso de substâncias, autolesão ou ansiedade.
Acredita-se que a causa seja um trauma psicológico durante a infância. Em cerca de 90% dos casos verificam-se antecedentes de abuso infantil, estando os restantes casos associados à experiência da guerra ou problemas de saúde durante a infância. Acredita-se que a predisposição genética tenha também um papel. Uma hipótese alternativa sustenta que possa ser um efeito adverso de técnicas usadas por alguns psiquiatras, sobretudo as que envolvem hipnose. Para o diagnóstico de PID é necessário que a condição não possa ser melhor explicada por abuso de substâncias, por crises epilépticas, pela normal imaginação em crianças ou por práticas religiosas.
O tratamento geralmente consiste em cuidados de apoio e aconselhamento psiquiátrico. Sem tratamento, a condição geralmente persiste. Estima-se que afete cerca de 2% da população em geral e cerca de 3% das pessoas hospitalizadas com problemas mentais na Europa e América do Norte. O diagnóstico de PID é cerca de seis vezes mais frequente em mulheres do que em homens. O número de casos aumentou significativamente durante a segunda metade do século XX, assim como a média do número de identidades das pessoas afetadas.
A PID é controversa, tanto em psiquiatria como no meio jurídico.Por vezes é usada como defesa em julgamentos para alegar insanidade mental. Não é ainda claro se o aumento do número de diagnósticos tem origem em melhores critérios de avaliação ou na forma como a condição é retratada nos media. Grande parte do número de diagnósticos está concentrada num pequeno número de psiquiatras, o que apoia a hipótese da PID poder ser induzida por algumas práticas de psicoterapia. Os sintomas mais comuns em diferentes regiões do mundo podem também variar, dependendo da forma como a perturbação é retratada nos media.

## Definição de dissociação

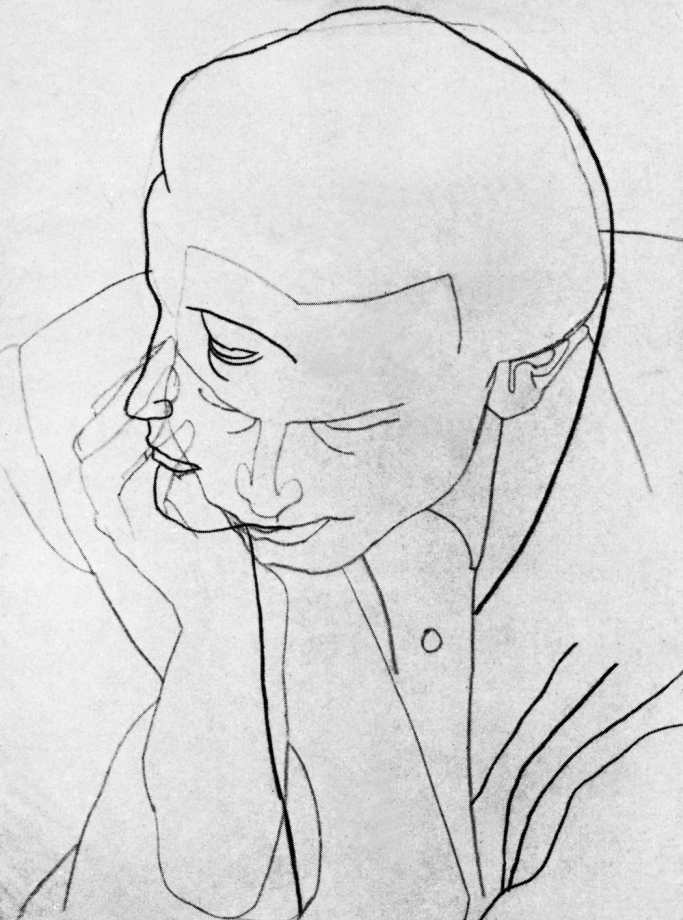
Cerca de 13% das pessoas tem um alto nível de dissociações como não se reconhecer em uma situação, esquecer eventos desagradáveis ou se recusando a perceber certos eventos aversivos que as influenciam.

Define-se dissociação como um processo mental complexo que promove aos indivíduos um mecanismo que possibilita-os enfrentar situações traumáticas e/ou dolorosas. É caracterizada pela desintegração do ego. A integração do ego, sendo o ego o centro da personalidade, pode ser definido como a habilidade de um indivíduo em incorporar à sua percepção, de forma bem-sucedida, eventos ou experiência externas, e então lidar com elas consistentemente através de eventos ou situações sociais. Alguém incapaz disso pode passar por uma desregulagem emocional , bem como um potencial colapso do ego. Em outras palavras, tal estado de desregulagem emocional é, em alguns casos, tão intenso a ponto de precipitar uma desintegração do ego, ou o que, em casos extremos, tem sido diagnosticado como uma dissociação.
Porque o indivíduo que sofre uma dissociação não se desliga totalmente da realidade, ele pode aparentar ter múltiplas personalidades para lidar com diferentes situações. Quando um alter não pode lidar com uma situação particularmente estressante, a consciência do indivíduo acredita estar dando à outra personalidade a chance de eliminar a causa da situação.
A dissociação não é sociopática ou compulsiva. O estresse biológico causado pelo trauma original é aliviado pelo afastamento parcial da resposta emocional, que faz com que o mesencéfalo aprenda a dissociar como forma de reação. Isto faz com que a recuperação do Transtorno dissociativo de identidade seja o caso de um retreinamento do mesencéfalo, ao invés de uma função mais social do neo-córtex. Uma vez que o agente causador é um estresse biológico ao invés de eventos externos específicos, as causas exatas de uma dissociação reativa são eventos particularmente difíceis de se descobrir.

## Controvérsia
O TDI está entre os transtornos mais controversos encontrados no DSM-5. A principal disputa é entre aqueles que acreditam que o TDI é causado por estresses traumáticos, forçando a mente a se dividir em múltiplas identidades, cada uma com um conjunto separado de memórias, e a crença de que os sintomas do TDI são produzidos artificialmente por certas práticas psicoterapêuticas ou pacientes desempenhando um papel que consideram apropriado para uma pessoa com TDI.  O debate entre as duas posições é caracterizado por intenso desacordo. A investigação sobre esta hipótese tem sido caracterizada por uma metodologia deficiente  O psiquiatra Joel Paris, por exemplo, observa que a ideia de que uma personalidade é capaz de se dividir em alteres independentes é uma afirmação não comprovada que está em desacordo com a pesquisa em psicologia cognitiva.
Algumas pessoas, como Russell A. Powell e Travis L. Gee, acreditam que o TDI é causado pelos próprios terapeutas por meio da hipnose. Esta crença também implica que aqueles com TDI são mais suscetíveis à manipulação por hipnose e sugestão do que outros. O modelo iatrogénico também afirma por vezes que o tratamento para TDI é prejudicial. De acordo com Brand, Loewenstein e Spiegel, "as alegações de que o tratamento TDI é prejudicial baseiam-se em casos anedóticos, artigos de opinião, relatos de danos que não são fundamentados na literatura científica, deturpações dos dados e mal-entendidos sobre o tratamento e a fenomenologia do TDI". A sua afirmação é evidenciada pelo fato de apenas 5% a 10% das pessoas que recebem tratamento inicialmente piorarem os seus sintomas.
Os psiquiatras August Piper e Harold Merskey desafiaram a hipótese do trauma, argumentando que a correlação não implica causalidade - o fato de pessoas com TDI relatarem trauma infantil não significa que o trauma causa TDI - e apontam para a raridade do diagnóstico antes de 1980, bem como um falha em encontrar TDI como resultado em estudos longitudinais de crianças traumatizadas. Eles afirmam que o TDI não pode ser diagnosticado com precisão devido a critérios diagnósticos vagos e pouco claros no DSM e a conceitos indefinidos, como "estado de personalidade" e "identidades", e questionam as evidências de abuso infantil além dos auto-relatos, a falta de definição do que indicaria um limiar de abuso suficiente para induzir TDI e o número extremamente pequeno de casos de crianças diagnosticadas com TDI, apesar de uma idade média de aparecimento da primeira alteração de três anos. O psiquiatra Colin Ross discorda da conclusão de Piper e Merskey de que o TDI não pode ser diagnosticado com precisão, apontando para a consistência interna entre diferentes entrevistas estruturadas de transtorno dissociativo (incluindo a Escala de Experiências Dissociativas, Cronograma de Entrevista de Transtornos Dissociativos e Entrevista Clínica Estruturada para Transtornos Dissociativos) que estão na faixa de validade interna de doenças mentais amplamente aceitas, como esquizofrenia e transtorno depressivo maior. Na sua opinião, Piper e Merskey estabeleceram um padrão de prova mais elevado do que para outros diagnósticos. Ele também afirma que Piper e Merskey escolheram dados a dedo e não incorporaram toda a literatura científica relevante disponível, como evidências independentes de trauma.
Um estudo realizado em 2018 revelou que os fenômenos de dissociação patológica (incluindo alteração de identidade) foram retratados na antiga literatura da medicina chinesa, sugerindo que a dissociação patológica é uma condição transcultural.
Um artigo publicado em 2022 na revista Comprehensive Psychiatry descreveu como o uso prolongado das mídias sociais, especialmente em plataformas de compartilhamento de vídeo, incluindo o TikTok, expôs os jovens, em sua maioria mulheres adolescentes, um grupo central de usuários dessa rede social, a um número crescente de criadores de conteúdo que fazem vídeos sobre distúrbios autodiagnosticados. "Um número crescente de relatórios dos Estados Unidos, Reino Unido, Alemanha, Canadá e Austrália notaram um aumento em comportamentos funcionais semelhantes a tiques antes e durante a pandemia de Covid-19, coincidindo com um aumento no conteúdo de mídia social relacionado ao transtorno dissociativo de identidade." O artigo concluiu dizendo que “há uma necessidade urgente de uma investigação empírica focada neste fenômeno preocupante que está relacionado com a investigação e o discurso mais amplos que examinam as influências dos meios de comunicação social na saúde mental”.

## Causas potenciais

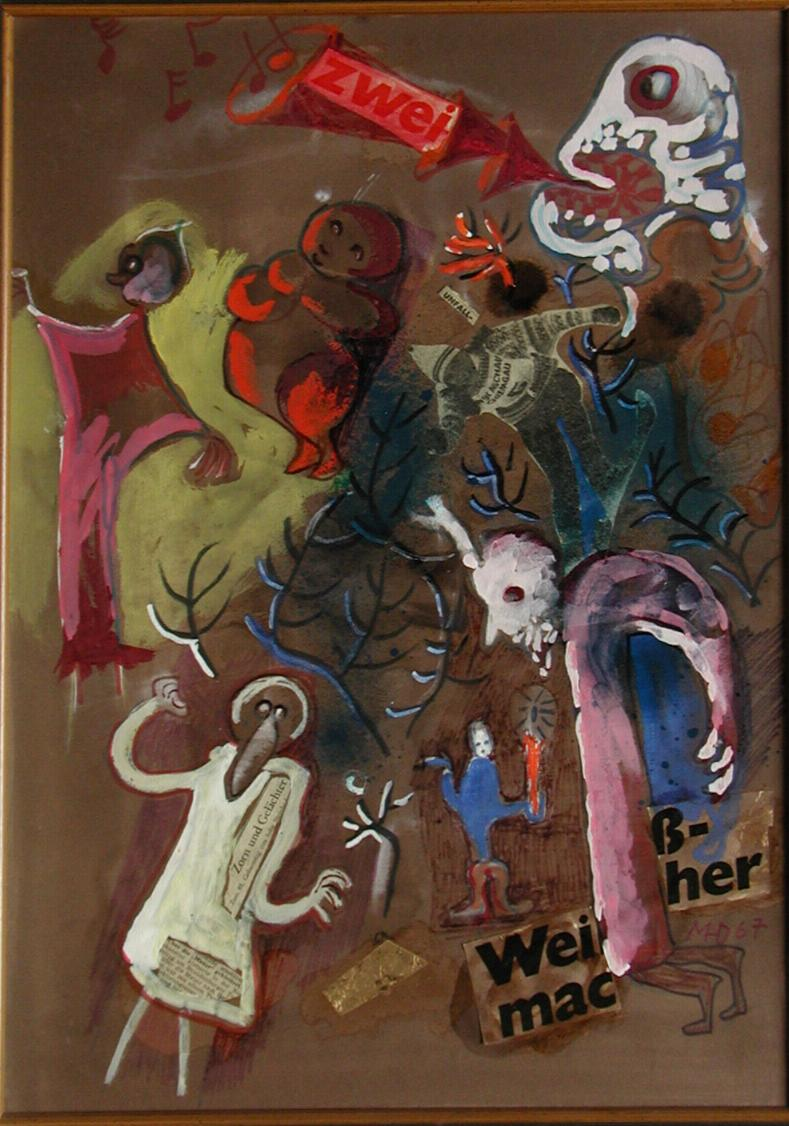
O começo geralmente ocorre após eventos traumáticos e é comum ocorrer associado a transtornos de ansiedade e de humor.

Embora muitos estudiosos disputem a existência do controverso diagnóstico, o Transtorno dissociativo de identidade tem sido atribuído por alguns à interação de diversos fatores, dentre os quais:
- Estresse intenso;
- Capacidade dissociativa (incluindo a habilidade de não relacionar memórias, percepções ou identidades conscientemente);
- Falta de compreensão ao enfrentar situações limites na infância;
- Falta de proteção frente a situações limites, também na infância.[34]

Crianças não nascem com um senso de identidade unificado — ele se desenvolve a partir de muitas fontes e experiências. Em crianças oprimidas, tal desenvolvimento é obstruído, e muitas partes que deveriam ser fundidas numa única identidade relativa acabam por permanecer em separado.
Estudos norte-americanos mostraram que 97 a 98% dos adultos com Transtorno dissociativo de identidade relataram abuso durante a infância e que tal abuso pode ser documentado em 85% dos adultos e 95% das crianças e adolescentes com outras formas de transtornos dissociativos. Embora estes dados estabeleçam o abuso infantil como grande causa entre pacientes norte-americanos (em algumas culturas, as consequências de uma guerra ou um desastre podem ter um maior papel), eles não significam que todos os pacientes sofreram abuso ou que todos os abusos relatados realmente ocorreram. Alguns aspectos de abusos relatados provaram ser inexatos. Da mesma forma, alguns pacientes não sofreram abuso, mas sofreram perdas recentes — como a morte de um parente —, sérias doenças ou eventos notadamente estressantes. Por exemplo, um paciente que passou por muitos internamentos hospitalares e cirurgias na infância pode ter sido severamente oprimido, mas não sofrido nenhum abuso — embora os pais, no intuito de ajudar, possam ter agido opressivamente como forma de proteção.
O desenvolvimento humano requer que as crianças sejam capazes de integrar informações e experiências complicadas e de vários tipos com sucesso. À medida que a criança obtém apreciações coesas de si própria e de outros, ela vai passando por fases onde diferentes percepções e emoções vão se acumulando juntas. Cada fase de desenvolvimento pode gerar diferentes “eus”. Nem todas as crianças que passam por abusos ou grandes traumas possuem a capacidade de desenvolver múltiplas personalidades. Pacientes com Transtorno dissociativo de identidade podem ser facilmente hipnotizados. Tal capacidade, intimamente relacionada com a capacidade de dissociação, é tida como fator no desenvolvimento do transtorno. Entretanto, muitas crianças com tais capacidades possuem mecanismos adaptativos normais, e muitas são suficientemente protegidas e amparadas por adultos de forma que não desenvolvem o Transtorno dissociativo de identidade.